# Ernst Cincera

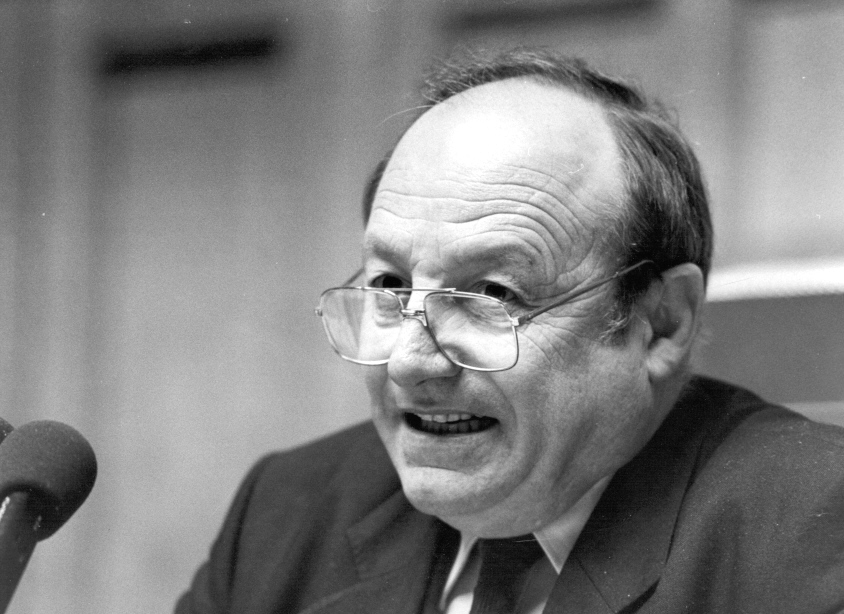
Ernst Cincera (1992)

Ernst Cincera (* 14. Mai 1928 in Zürich; † 30. Oktober 2004 ebenda; heimatberechtigt ebenda) war ein Schweizer Politiker (FDP).

## Leben
Nach dem Besuch der Kunstgewerbeschulen in Zürich und Amsterdam, die er als Silberschmied und Zeichnungslehrer abschloss, war Cincera ab 1957 in Zürich als freier Grafiker und Werber tätig. Für die FDP sass er 1967 bis 1971 im Zürcher Kantonsrat und von 1983 bis 1995 im schweizerischen Nationalrat. Neben seiner parlamentarischen Tätigkeit präsidierte er von 1986 bis 1993 den Gewerbeverband der Stadt Zürich und von 1993 bis 1996 denjenigen des Kantons Zürich. Er besass den militärischen Rang eines Oberstleutnants.
Bekannt wurde Cincera – mit dem Decknamen „Cäsar“ – in den 1970er Jahren als „Subversivenjäger“. Er hielt im ganzen Land Referate – bis zu 200 im Jahr. Mit Hilfe von Informanten hatte er bis 1974 Aufzeichnungen über rund 3500 Personen aus der politischen Linken angelegt und als Präsident der von ihm gegründeten Informationsgruppe Schweiz Interessenten aus Wirtschaft, Verwaltung und Politik zur Verfügung gestellt, damit diese linksstehende bzw. „gefährliche“ Stellenbewerber aussortieren konnten. Die berufliche Laufbahn von vielen Menschen wurde so beeinträchtigt. Ursprünglich hatte sich Cincera selbst im Umkreis der kommunistischen Partei der Arbeit engagiert, und zum politischen Seitenwechsel war es erst nach einer Reise in die Tschechoslowakei und ernüchternden Erfahrungen mit dem dortigen Geheimdienst gekommen.
Die Personen, welche Ernst Cincera Informationen vermittelten, waren einerseits Gymnasiasten und Studenten, welche in ihrer Freizeit linksstehende Jugendorganisationen und Parteien infiltrierten oder sogar besorgte Eltern. Auch Informationen aus Ämtern, Kliniken, Unternehmen, Schulen und der Armee fanden sich in seiner Sammlung. Valentin Landmann sagte 2021 zu seiner Beteiligung 1970: „(Aber) ein Mitarbeiter von ihm war ich nicht und er erwartete auch nie, dass ich für ihn herum schnüffeln sollte.“ Die Informationsvermittler beobachteten die Aktivitäten der linksstehenden Gruppen sowie deren Mitgliederbestände. Immer wieder gerieten diese Spitzel mit dem Gesetz in Konflikt. Sie wurden allerdings von der Berner Polizei und von Schulvorstehern protegiert. Drei der Jugendlichen wurden sogar gemeinsam mit einem Mitglied des Schweizer Militärnachrichtendienstes SAD an die kommunistischen Weltjugendfestspiele in der DDR gesandt, um Informationen über Schweizer Teilnehmer zu beschaffen. Viele der Details, die in die Karteien von Cincera gelangten, wurden schliesslich an staatliche Behörden sowie an die Armee weitergegeben. Cinceras Tätigkeit entsprach der antikommunistischen, Subversion fürchtenden Grundhaltung breiter Kreise der Schweizer Politik und der Wirtschaft.
Führende Schweizer Unternehmen unterstützten von 1970 bis 1990 finanziell das Cincera nahe stehende Institut für Politische Zeitfragen. Das Institut bestand von 1970 bis 1992 und nahm laut Kevin Brühlmann «eine zentrale Rolle ein bei der Mobilmachung gegen alles, was im Entferntesten an Kommunismus erinnern könnte».
Aufgedeckt wurde das Geheimarchiv Cinceras bereits im November 1976 durch eine Gruppe linksgerichteter Aktivisten, welche sich in den Besitz der Schlüssel zum Archiv brachten und in einem „Demokratischen Manifest“ ausführlich von ihren dortigen Entdeckungen berichteten. Sie wurden unter anderem wegen Hausfriedensbruch verurteilt, erreichten jedoch durch ihre Aktion, dass sich immer mehr Leute von Cinceras Methoden distanzierten.
Einer der Aktivisten war Jürg Frischknecht. Er wurde 1979 Mitherausgeber des Buches Die unheimlichen Patrioten, in dem Cincera eine zentrale Rolle spielt. Schon 1973 hatte der Berner Pfarrer und Schriftsteller Kurt Marti Cincera in seinem politischen Tagebuch Zum Beispiel: Bern 1972 eine „Eiterbeule“ genannt, musste diese Bezeichnung in den späteren Auflagen seines Werkes aber wieder zurücknehmen.
Gemäss Unterlagen des militärischen Nachrichtendienstes Südafrikas wurde dem Kontakt zu Gruppen wie der Arbeitsgruppe südliches Afrika, des Schweizerischen Ostinstituts um Peter Sager oder zu Ernst Cincera von der Apartheidregierung hohe Bedeutung zugemessen. Dies stand im Zusammenhang mit dem Comops Projekt der Regierung am Kap, welches die Aufbesserung des Images sowie die Bespitzelung von Apartheidgegnern zum Ziel hatte.
Cincera selbst veröffentlichte 1977 das Buch Unser Widerstand gegen die Subversion in der Schweiz und erhielt 1983 den Athenäum-Preis, „in Anerkennung seiner Verdienste im unerschrockenen Kampf für die Bewahrung der demokratischen Freiheit in Verantwortung und seiner mutigen Informationstätigkeit zur Förderung des Wehrwillens“. 
Cincera hat sich auch kulturell stark engagiert. So gehörte er unter anderem dem Stiftungsrat des Freilichtmuseums Ballenberg an. Er starb am 30. Oktober 2004 im Alter von 76 Jahren nach kurzer, schwerer Krankheit in Zürich. Er war verheiratet und hatte drei Kinder und drei Enkelkinder.

## Werke
- Unser Widerstand gegen die Subversion in der Schweiz. Athenaeum, Lugano 1976/77, ISBN 3-85532-779-3.
- als Herausgeber: Margarete Buber-Neumann – einer Zeugin des Jahrhunderts zum achtzigsten Geburtstag gewidmet. Auszüge aus Reden. Athenaeum, Lugano 1981, ISBN 3-85532-707-6.
- Moskaus Friedensstrategie oder das andere Gesicht der Friedenstaube. Ein kleines Handbuch zur Auseinandersetzung mit der Friedensbewegung. Schweizerzeit, Flaach 1983 OCLC 601020655 (Zusammenfassung der vom "Schweizerzeit"-Verlag organisierten Herbsttagung vom 3. September 1983 in Berg am Irchel, Referat von Ernst Cincera, 24 Seiten).
- Deutsch nach Marx. Oder die Sprache der Politik: Ein kleines Handbuch über die missbrauchte Sprache. Athenaeum, Lugano 1983, ISBN 3-85532-710-6.
- mit Ursula Speich-Hochstrasser; Fondation PME Suisse (Hrsg.): Ein heiteres, aber wichtiges ABC für Leute, die etwas unternehmen wollen. Stiftung KMU Schweiz, Bern 1997, ISBN 3-9520486-0-7.
- 75 Jahre FDP Höngg 1928-2003. Zürich 2003.